# Nedra goniosema
Nedra goniosema är en fjärilsart som beskrevs av George Francis Hampson 1909. Nedra goniosema ingår i släktet Nedra och familjen nattflyn. Inga underarter finns listade i Catalogue of Life.